# تيد بيرس
إدوارد ستايسي «تيد» بيرس الثالث (بالإنجليزية: Tedd Pierce)‏ ولد وتوفي (12 أغسطس 1906- 19 فبراير 1972). كان كاتب نصوص ورسام رسوم متحركة أمريكي، أغلب حياته المهنية كانت في مبنى «تيرمايت تيراس» في استوديو وارنر براذرز للرسوم المتحركة، أشهر من عمل معهم من زملائه كان تشاك جونز ومايكل مالتيز. عمل أيضا ككاتب لدى فلايشر ستوديوز من 1939 إلى 1941. أرجع جونز في كتابه تشاك أماك الفضل إلى بيرس في ابتكار شخصية بيبي لا بيو، الظرفان الفرنسي ذو الشخصية الرومانسية سيئة الحظ.
في البداية كان اسمه يكتب في لوحة فريق العمل "Ted Pierce" بدون D ثانية، لكنه أضافها كنوع من السخرية من محرك الدمى بيل بيرد عندما أسقط حرف L الثاني من اسمه. عمل بيرس مع كل مخرج من مخرجي وارنر الثلاث، فريز فريلينغ، تشاك جونز، وروبرت مككمسون، ارتبط بالعمل في السنوات اللاحقة مع مككمسون الذي يعد أقل المخرجين الثلاث شهرة، لذلك لم يكن بيرس ذو شهرة في التأليف كشهرة زميليه وارن فوستر ومايكل مالتيز.
عمل بيرس كذلك كممثل أصوات، فقلد صوت شخصية باد آبت المعروفة التي ظهرت في ثلاث أفلام كارتون وارنر من بطولة آبت وكاتستيلو (حيث سمي الثنائي بابت وكاستيلو)، كما مثل بصوته الشخصية الطويلة النحيلة في واكيكي وابيت (1943 جونز)، وفرانسيس الطباخ الفرنسي في فرنش ريربيت (1951 مككمسون). كما قام بتمثيل صوت بيرتي في بعض عروض هوبي آند بيرتي (مالتيز بدور هوبي)، بينما بقية العروض قام بتمثيلها ميل بلانك وستان فريبيرغ.

## روابط خارجية
- تيد بيرس على موقع IMDb (الإنجليزية)
- تيد بيرس على موقع ألو سيني (الفرنسية)
- تيد بيرس على موقع ديسكوغز (الإنجليزية)
- تيد بيرس على موقع قاعدة بيانات الفيلم (الإنجليزية)
- تيد بيرس على موقع كينوبويسك (الروسية)